# Docteur Justice (film)
Pour l’article homonyme, voir Docteur Justice.
Pour plus de détails, voir Fiche technique et Distribution.
Docteur Justice est un film  franco-espagnol réalisé par Christian-Jacque, sorti en 1975, d'après la bande dessinée Docteur Justice.

## Synopsis
Le pétrolier L'Azay-le-Rideau a perdu sa cargaison évaluée à six millions de dollars en arrivant au port de Bruges. Remplacé par de l'eau salée, le pétrole a mystérieusement disparu. En fait, il a été volé par l'équipe du trafiquant Max Orwall. Son complice qui atterrit à l'aéroport réclamant une somme de 500 000 dollars pour la prochaine affaire à Max, ce dernier le fait abattre par un tueur à gages. Mais avant de mourir, l'homme murmure quelque chose à un témoin, le Docteur Justice. Orwall tente de capturer Justice pour connaître ce qu'il sait sur son trafic. Malgré lui, Justice sera confronté à un complot de plus grande ampleur visant à l'anéantissement de la race humaine. De Bruges en passant par Carthagène, notre héros aura pour compagne la charmante Karine pour contrer les trafiquants ainsi qu'un savant fou.

## Fiche technique
Source : BiFi.fr
- Titre : Docteur Justice
- Réalisation : Christian-Jaque
- Scénario : Jacques Robert, Raffaele Carlo Marcello, Christian-Jaque et Jean Ollivier, d'après la bande dessinée créée par Marcello et Ollivier
- Dialogues : Jacques Robert
- Images : Michel Kelber
- Caméraman : Max Pantera assisté de Henri Habans
- Effets spéciaux : Daniel Braunschweig
- Son : Jean-Charles Hartwig-Ruault
- Maquilleur : Eric Muller
- Montage : Nicole Gauduchon assistée de Jean-François Gallaud
- Musique : Pierre Porte
- Chanson "On finit toujours par se rejoindre" (Musique : Pierre Porte - Paroles : Pierre-André Dousset) interprétée par Fabienne Varoux
- Attaché de presse : Victor Kerdoncuff
- Direction de production : Michel Ardan et Claude Hauser
- Photographe : Jean-Pierre Fizet
- Régie générale : Roland Blondy
- Scripte : Marie-Laure Bourgeuf
- Chef machiniste : Robert Atellian
- Costumière : Anita Tordjman
- Cascades : Remy Julienne et Francis Didier
- Assistant à la mise en scène : Denise Morlot
- Producteur exécutif : Michel Ardan
- Administratrice de production : Catherine Staub
- Secrétaire de production : Laurence Coutaud
- Mixages : Lucien Yvonnet
- Auditorium : Eclair
- Laboratoires : L.T.C.
- Sociétés de production : Les Productions Belles Rives, Talía Films
- Générique : LAX
- Ventes mondiales : Davis Films
- Pays d'origine :  France /  Espagne
- Langue : français
- Lieu du tournage : Espagne et Flandre (Belgique)
- Format : couleur - 35 mm - Mono
- Genre : action
- Durée : 112 minutes
- Date de sortie : 17 décembre 1975

## Distribution
- John Phillip Law (VF : Dominique Paturel) : Dr Benjamin Justice
- Gert Fröbe : Max Orwall / George Orwall
- Nathalie Delon : Karine
- Roger Paschy : Wang
- Jean Lanier : Le juge
- Lionel Vitrant : Boris
- Gilles Béhat : Steve
- Henri Marteau : Le commandant de L'Azay le Rideau
- Hugo Blanco : Eric Sachs
- Manuel Pereiro : Cuisinier
- Eduardo Fajardo : Docteur Alverio
- Paul Naschy : Ralph
- José Canalejas : Khalid
- Roland Mahauden : Carlo
- Jean-Marie Degesves : Reporter
- Pierre Fox : Ingénieur de la raffinerie
- André Deflandre : Brigadier des douanes
- Christian Maillet : Commissaire de Bruges
- Michel Demaret : Agent technique
- Ramon Berry : Président du congrès
- Marc Audier : Concierge de l'Holliday Inn
- Alain Gilles : Jeune auxiliaire du congrès
- C.K. Wang : Savant chinois
- Jack Trelin : Savant allemand

## Tournage
Le film a été tourné à Alicante, Barcelone, Bruges et à Ténérife.